# Governatori coloniali dell'Algeria
I Governatori dell'Algeria francese dal 1830 (conquista francese) al 1960 (raggiungimento dell'indipendenza) sono stati i seguenti.

## Comandante Militari francesi
- 5 luglio 1830 - 12 agosto 1830 Louis de Chaisne

## Governatori
- 12 agosto 1830 - 21 marzo 1831 Bertrand de Clauzel
- 21 Mar 1831 - 6 Dec 1831 Pierre de Berthezène
- 6 Dec 1831 - 29 Apr 1833 René Savary, Duca di Rovigo 
  - 22 novembre 1832 - dicembre 1843 Abd-el-Kader, Emiro di Mascara (formalmente, durante la ribellione)
- 29 aprile 1833 - 27 luglio 1834 Théophile de Voirol

## Governatori Generali dei possedimenti francesi in Africa
- 27 luglio 1834-8 luglio 1835 Jean Baptiste, Drouet d'Erlon
- 8 luglio 1835-12 febbraio 1837 Bertrand de Clauzel
- 12 febbraio 1837-13 ottobre 1837 Charles-Marie Denys de de Damrémont
- 11 novembre 1837-dicembre 1840 Sylvain Charles de Valée
- 22 febbraio 1841-febbraio 1842 Thomas Robert Bugeaud

## Governatori Generali di Algeria
- febbraio 1842 - 1844 Thomas Robert Bugeaud
- 1844-27 settembre 1847 Thomas Robert Bugeaud
  - 1º settembre 1845-6 luglio 1847 Christophe Juchault de Lamoricièr (per Bugeaud)
  - 6 luglio 1847-27 settembre 1847 Marie-Alphonse Bedeau (per Begeaud)
- 27 settembre 1847-24 febbraio 1848 Henri-Eugène-Philippe-Louis d'Orleans, duca d'Aumale
- 24 febbraio 1848-29 aprile 1848 Louis-Eugène Cavaignac
- 29 aprile 1848-9 settembre 1848 Nicolas Théodule Changarnier
- 9 settembre 1848-22 ottobre 1850 Viala de Charon
- 22 ottobre 1850-10 maggio 1851 Alphonse-Henri d'Hautpoul
- 10 maggio 1851-11 dicembre 1851 Aimable-Jean-Jacques Pélissier
- 11 dicembre 1851-31 agosto 1858 Jacques Louis Randon
- 24 giugno 1858-21 marzo 1859 Napoléon-Joseph-Charles-Paul Bonaparte
- 21 marzo 1859-24 novembre 1860 Prosper de Chasseloup-Laubat
- 24 novembre 1860-22 maggio 1864 Aimable-Jean-Jacques Pélissier
- 22 maggio 1864-1º settembre 1864 Édouard de Martimprey
- 1º settembre 1864-27 luglio 1870 Patrice de Mac Mahon, duca di Magenta
- 27 luglio 1870-23 ottobre 1870 Louis de Durieu
- 23 ottobre 1870-24 ottobre 1870 Jean Walsin-Esterhazy
- 24 ottobre 1870-16 novembre 1870 Henri-Gabriel Didier
- 16 novembre 1870-8 febbraio 1871 Charles de Bouzet

## Commissari della Repubblica Francese in Algeria
- novembre 1870-marzo 1871 Romuald Vuillermoz
- 8 febbraio 1871-21 marzo 1871 Alexis Lambert
- 21 marzo 1871-10 giugno 1873 Louis-Henri de Gueydon
- 10 giugno 1873-15 marzo 1879 Antoine-Eugène-Alfred Chanzy
- 15 marzo 1879-26 novembre 1881 Albert Grévy ("de facto")
- 26 novembre 1881-18 aprile 1891 Louis Tirman
- 18 aprile 1891-28 settembre 1897 Jules Cambon
- 28 settembre 1897-1º ottobre 1897 Auguste Loze
- 1º ottobre 1897-26 luglio 1898 Louis Lépine
- 26 luglio 1898-3 ottobre 1900 Edouard Lafferrièr
- 3 ottobre 1900-18 giugno 1901 Célestin-Charles Jonnart
- 18 giugno 1901-11 aprile 1903 Paul Réviol
- 11 aprile 1903-5 maggio 1903 Maurice Varnier
- 5 maggio 1903-22 maggio 1911 Célestin-Charles Jonnart
- 22 maggio 1911-29 gennaio 1918 Charles Lutaud
- 29 gennaio 1918-29 agosto 1919 Célestin-Charles Jonnart
- 29 agosto 1919-28 luglio 1921 Jean-Baptiste Eugène Abel
- 28 luglio 1921-17 aprile 1925 Théodore Steeg
- 17 aprile 1925-12 maggio 1925 Henri Dubief
- 12 maggio 1925-20 novembre 1927 Maurice Viollette
- 20 novembre 1927-3 ottobre 1930 Pierre-Louis Bordes
- 3 ottobre 1930-21 settembre 1935 Jules-Gaston Henri Carde
- 21 settembre 1935-19 luglio 1940 Georges le Beau
- 19 luglio 1940-16 luglio 1941 Jean-Charles Abrial
- 16 luglio 1941-20 settembre 1941 Maxime Weygand
- 20 settembre 1941-20 gennaio 1943 Yves-Charles Chatel
- 20 gennaio 1943-3 giugno 1943 Bernard-Marcel-Edmond Peyrouton
- 3 giugno 1943-8 settembre 1944 Georges-Albert-Julien Catroux
- 8 settembre 1944-11 febbraio 1948 Yves Chataigneau
- 11 febbraio 1948-9 marzo 1951 Marcel-Edmond Naegelen
- 12 aprile 1951-26 gennaio 1955 Roger Léonard
- 26 gennaio 1955-1º febbraio 1956 Jacques-Émile Soustelle
- 1º febbraio 1956-9 febbraio 1956 Georges Albert Julien Catroux
- 9 febbraio 1956-13 maggio 1958 Robert Lacoste
- 13 maggio 1958-1º giugno 1958 André Mutter

## Presidenti del Comitato di Sicurezza Pubblica (in ribellione)
- 13 maggio 1958-23 maggio 1958 Jacques Massu
- 23 maggio 1958-7 giugno 1958: 
  - Jacques Massu
  - Sid Cara

## Delegati generali in Algeria
- 7 giugno 1958-12 dicembre 1958 Raoul-Albin-Louis Salan
- 12 dicembre 1958-23 novembre 1960 Paul-Albert-Louis Delouvrier
- 23 novembre 1960-19 marzo 1962 Jean Morin

## Direttorio (in ribellione)
- 21 aprile 1961-25 aprile 1961
  - Maurice Challe
  - André Zeller
  - Edmond Jouhaud
  - Raoul-Albin-Louis Salan
- 19 marzo 1962-3 luglio 1962 Christian Fouchet
- 3 luglio 1962-25 settembre 1962 Abdur Rahman Farès